# Населённые пункты в составе Севастополя
На 2020 год город федерального значения Севастополь включает в общей сложности следующие населённые пункты, кроме самого Севастополя:
- 3 городских населённых пункта (в списке выделены оранжевым цветом), в том числе
  - 2 города;
  - 1 городской посёлок;
- 1 городской посёлок, выделенный согласно закону об административно-территориальном устройстве, не учитывающийся в Росстате (в списке выделен серым цветом);
- 41 сельский населённый пункт.

С точки зрения административно-территориального устройства населённые пункты Севастополя распределены по 2 районам, с точки зрения муниципального устройства по 7 внутригородским муниципальным образованиям (внутригородским территориям города федерального значения) — 6 муниципальным округам и 1 городу. Некоторые населённые пункты как объекты муниципального устройства не образованы.
Численность населения сельских населённых пунктов приведена по данным переписи населения 2014 года, численность населения городских населённых пунктов (городов и посёлка городского типа) — по оценке на 1 января 2021 года.

## Районы

### Балаклавский
| №  | Населённый пункт             | Тип               | Население | Муниципальное образование        |
| -- | ---------------------------- | ----------------- | --------- | -------------------------------- |
| 1  | Балаклава                    | город             | 35 919    | Балаклавский муниципальный округ |
| 2  | Гончарное                    | село              | 591       | Орлиновский муниципальный округ  |
| 3  | 1-е отделение Золотой Балки  | посёлок (село)    | 551       | Балаклавский муниципальный округ |
| 4  | 3-е отделение Золотой Балки  | посёлок (село)    | 464       | Балаклавский муниципальный округ |
| 5  | Инкерман                     | город             | 13 858    | город Инкерман                   |
| 6  | Кизиловое                    | село              | 44        | Орлиновский муниципальный округ  |
| 7  | Колхозное                    | село              | 5         | Орлиновский муниципальный округ  |
| 8  | Ласпи                        | городской посёлок |           | Орлиновский муниципальный округ  |
| 9  | Морозовка                    | село              | 44        | Балаклавский муниципальный округ |
| 10 | Новобобровка (Ново-Бобровка) | село              | 247       | Орлиновский муниципальный округ  |
| 11 | Оборонное                    | село              | 107       | Балаклавский муниципальный округ |
| 12 | Озёрное                      | село              | 153       | Орлиновский муниципальный округ  |
| 13 | Орлиное                      | село              | 2106      | Орлиновский муниципальный округ  |
| 14 | Павловка                     | село              | 437       | Орлиновский муниципальный округ  |
| 15 | Первомайское                 | село              | 937       | Балаклавский муниципальный округ |
| 16 | Передовое                    | село              | 643       | Орлиновский муниципальный округ  |
| 17 | Подгорное                    | село              | 47        | Орлиновский муниципальный округ  |
| 18 | Резервное                    | село              | 119       | Орлиновский муниципальный округ  |
| 19 | Родниковое                   | село              | 517       | Орлиновский муниципальный округ  |
| 20 | Родное                       | село              | 702       | Терновский муниципальный округ   |
| 21 | Россошанка                   | село              | 129       | Орлиновский муниципальный округ  |
| 22 | Сахарная Головка             | посёлок           | 6194      | Балаклавский муниципальный округ |
| 23 | Терновка                     | село              | 3793      | Терновский муниципальный округ   |
| 24 | Тыловое                      | село              | 573       | Орлиновский муниципальный округ  |
| 25 | Ушаковка                     | село              |           | Балаклавский муниципальный округ |
| 26 | Ушаково                      | село              |           | Балаклавский муниципальный округ |
| 27 | Флотское                     | село              | 172       | Балаклавский муниципальный округ |
| 28 | Хмельницкое                  | село              | 661       | Балаклавский муниципальный округ |
| 29 | Черноречье                   | село              | 354       | Балаклавский муниципальный округ |
| 30 | Широкое                      | село              | 594       | Орлиновский муниципальный округ  |
| 31 | Штурмовое                    | село              | 1535      | Балаклавский муниципальный округ |

### Нахимовский
| №  | Населённый пункт      | Тип               | Население | Муниципальное образование           |
| -- | --------------------- | ----------------- | --------- | ----------------------------------- |
| 1  | Андреевка             | село              | 1498      | Андреевский муниципальный округ     |
| 2  | Верхнесадовое         | село              | 3200      | Верхнесадовский муниципальный округ |
| 3  | Вишнёвое              | село              | 747       | Качинский муниципальный округ       |
| 4  | Кача                  | городской посёлок | 6233      | Качинский муниципальный округ       |
| 5  | Дальнее               | село              | 498       | Верхнесадовский муниципальный округ |
| 6  | Камышлы               | село              | 60        | Верхнесадовский муниципальный округ |
| 7  | Орловка               | село              | 847       | Качинский муниципальный округ       |
| 8  | Осипенко              | село              | 476       | Качинский муниципальный округ       |
| 9  | Пироговка             | село              | 324       | Верхнесадовский муниципальный округ |
| 10 | Поворотное            | село              | 249       | Верхнесадовский муниципальный округ |
| 11 | Полюшко               | село              | 1951      | Качинский муниципальный округ       |
| 12 | Солнечный (Солнечное) | посёлок (село)    | 1718      | Андреевский муниципальный округ     |
| 13 | Фронтовое             | село              | 1006      | Верхнесадовский муниципальный округ |
| 14 | Фруктовое             | село              | 744       | Верхнесадовский муниципальный округ |